# Honk for Jesus. Save Your Soul.
Honk for Jesus. Save Your Soul. es una película de comedia y falso documental estadounidense de 2022 escrita, dirigida y producida por Adamma Ebo, en su debut como directora, y es una adaptación del cortometraje de Ebo de 2018 del mismo nombre. Está protagonizada por Regina Hall y Sterling K. Brown como la primera dama y el pastor de una megaiglesia, que intentan reabrir y reconstruir su congregación, luego de un gran escándalo. Austin Crute, Nicole Beharie y Conphidance también aparecen en papeles secundarios. Hall y Brown también son productores de la película junto a Daniel Kaluuya, quien produjo a través su productora 59% Productions, con Jordan Peele como productor ejecutivo a través de Monkeypaw Productions.
La película tuvo su estreno mundial en el Festival de Cine de Sundance el 23 de enero de 2022 y fue estrenada en cines y en streaming en Peacock el 2 de septiembre de 2022 por Focus Features. Recibió reseñas generalmente positivas de los críticos.

## Reparto
- Regina Hall como Trinitie Childs
- Sterling K. Brown como Lee-Curtis Childs
- Nicole Beharie como Shakura Sumpter
- Conphidance como Keon Sumpter
- Austin Crute como Khalil
- Devere Rogers como Basil
- Avis Marie Barnes como Sabina
- Robert Yatta como Deacon Alastor Culpepper
- Greta Marable Glenn como Diaconisa Culpepper
- Selah Kimbro Jones como Aria Devaughn
- Crystal Alicia Garrett como Sapphire Devaughn
- Perris Drew como Kensington Straterly
- Natasha L. Fuller como Vera Joseph
- Andrea Laing como Anita
- Mike Dyl Anthony como Monterius West
- Olivia D. Dawson como Hermana Denetta
- Jerome Beazer como Verlenzo Hawk

## Producción
En mayo de 2021, se anunció que Regina Hall y Sterling K. Brown protagonizarían la película, con Adamma Ebo dirigiendo un guion que ella escribió y Daniel Kaluuya como productor a través de 59% Productions. En junio de 2021, Nicole Beharie, Conphidance, Austin Crute y Devere Rogers se unieron al elenco de la película.
La fotografía principal concluyó en julio de 2021.

## Estreno
La película tuvo su estreno mundial en el Festival de Cine de Sundance 2022 el 23 de enero de 2022. En febrero de 2022, Focus Features, Peacock y Monkeypaw Productions adquirieron los derechos de distribución de la película por 8,5 millones de dólares. Se estrenó en cines y en Peacock el 2 de septiembre de 2022 y en Latinoamérica se estrenó en HBO Max .